# 奈姆奇克·若尔特
奈姆奇克·若尔特（匈牙利語：Nemcsik Zsolt，1977年8月15日—），匈牙利男子击剑运动员。他曾代表匈牙利参加2000年、2004年和2008年夏季奥林匹克运动会击剑比赛，获得一枚银牌。